# Pentland Skerries
Pour les articles homonymes, voir Pentland.
Les Pentland Skerries, (en vieux norrois Pettlandssker), sont un petit archipel inhabité du Royaume-Uni situé en Écosse. Baigné par le Pentland Firth, un firth de l'océan Atlantique qui sépare l'Écosse des Orcades. L'archipel dépend administrativement des Orcades qui se trouvent au nord. 
L'archipel est composé d'une île principale, Muckle Skerry, et de trois récifs, Clettack Skerry, Little Skerry et Louther Skerry. Sur Muckle Skerry se trouve un phare.